# Grove Karl Gilbert
Pour les articles homonymes, voir Gilbert.
Grove Karl Gilbert (6 mai 1843–1er mai 1918) est un géologue américain. Explorateur de l'Alaska, il a laissé son nom à un processus de dépôt expliquant la formation des deltas, anticipé de quelques années par l'ingénieur français Fayol.

## Biographie
Il a été employé par l’Institut d'études géologiques des États-Unis, depuis la création de ce service gouvernemental en (1879) jusqu'à sa mort survenue en 1918. En 1886, il forgea le terme épeirogenèse pour désigner des mouvements lents de montée ou de descente des domaines continentaux se traduisant par des régressions des mers ou océans lorsque le continent se soulève ou par des transgressions lorsqu'il s'enfonce. En 1899 il participait à l'« expédition Harriman » dont le but fut une exploration de l'Alaska. Il travaillait sur la géologie des Monts Henry et publia une étude du Lac Bonneville (Utah), lac préhistorique du Pléistocène dont le Grand Lac Salé constitue un vestige. Gilbert nomma ce lac en l'honneur du capitaine Benjamin L.E. de Bonneville, qui avait minutieusement exploré la région.
G.K. Gilbert reçut la « médaille Wollaston » en 1900. Des cratères sur la Lune et Mars portent son nom.

Il est devenu membre étranger de la Royal Society le 28 février 1918.